# Povrazník
Povrazník é um município da Eslováquia localizado no distrito de Banská Bystrica, região de Banská Bystrica.

## Demografia
| Ano:        | 1994 | 2004   | 2014   | 2024   |
| ----------- | ---- | ------ | ------ | ------ |
| Broj ljudi: | 154  | 146    | 138    | 142    |
| Razlika:    |      | -5,19% | -5,47% | +2,89% |

| Ano:               | 2023 | 2024   |
| ------------------ | ---- | ------ |
| Número de pessoas: | 139  | 142    |
| Diferença:         |      | +2,15% |